# Barbonema setiferum
Barbonema setiferum är en rundmaskart som beskrevs av Nikolai Nikolaievich Filipjev 1927. Barbonema setiferum ingår i släktet Barbonema och familjen Leptosomatidae. Inga underarter finns listade i Catalogue of Life.